# Eridolius consors
Eridolius consors là một loài tò vò trong họ Ichneumonidae.